# Concrete Jungle (The OST)
Concrete Jungle (The OST) è la prima colonna sonora del gruppo musicale statunitense Bad Omens, pubblicato il 31 maggio 2024 dalla Sumerian Records.

## Descrizione
Il disco è stato concepito come supporto musicale alla serie a fumetti omonima scritta dal frontman Noah Sebastian, nonché, secondo le intenzioni del gruppo, come «estensione sperimentale» del loro terzo album The Death of Peace of Mind.
Al suo interno vi sono una selezione di remix di alcuni brani del suddetto album con l'aggiunta di otto versioni dal vivo e nove inediti incisi insieme ad altri artisti, tra cui V.A.N con Poppy e The Drain con gli Health e Swarm, estratti come singoli.

## Promozione
Concrete Jungle (The OST) è stato reso disponibile verso la fine di maggio 2024 unicamente per il download digitale e lo streaming. Un'edizione fisica, distribuita sotto forma di doppio CD in aggiunta a The Death of Peace of Mind, è stata commercializzata per il solo Giappone il 7 agosto dello stesso anno.

## Tracce
1. C:\Projects\CJOST\BEATDEATH – 0:57
2. V.A.N (with Poppy) – 4:34
3. The Drain (with Health and Swarm) – 3:45
4. Terms & Conditions (with Bob Vylan) – 2:07
5. Hedonist (Recharged) (with Wargasm) – 3:23
6. Even – 2:58
7. Loading Screen – 1:53
8. Anything > Human (with Erra) – 3:55
9. Digital Footprint – 4:46
10. Nervous System (with Iris.exe) – 3:20
11. C:\Projects\CJOST\FINDPEACE – 0:57
12. Artificial Suicide (Unzipped) (with Thousand Below) – 1:52
13. The Grey (Unzipped) (with Thousand Below) – 3:09
14. The Death of Peace of Mind (We Are Fury Patch) (with We Are Fury) – 2:34
15. The Death of Peace of Mind (So Wylie Patch) (with So Wylie) – 2:45
16. Bad Decisions (Lofi) (with Dhalia) – 4:05
17. Just Pretend (Credits) (with Let's Eat Grandma and Chef) – 3:59
18. C:\Projects\CJOST\CLEARMIND – 0:57
19. Artificial Suicide (Live 2024) – 4:15
20. Like a Villain (Live 2024) – 4:10
21. The Grey (Live 2024) – 4:29
22. What Do You Want from Me? (Live 2024) – 3:44
23. Nowhere to Go (Live 2024) – 4:54
24. V.A.N (Live 2024) (with Poppy) – 3:38
25. The Death of Peace of Mind (Live 2024) – 4:54
26. Just Pretend (Live 2024) – 9:47 – contiene la traccia fantasma Just Pretend (Acoustic)

## Classifiche
| Classifica (2024)         | Posizione massima |
| ------------------------- | ----------------- |
| Stati Uniti (hard rock)   | 22                |
| Stati Uniti (heatseekers) | 6                 |